# Procol Harum
Procol Harum è un complesso di art rock britannico, tra i primissimi esponenti di tale corrente musicale negli anni sessanta. Viene considerato "uno dei quintetti più influenti nella storia del rock" e i suoi musicisti "i profeti del suono orchestrale".

## Storia

### Le origini della band: The Paramounts
Nel 1962 il tastierista diciassettenne Gary Brooker è il leader di una band  di rhythm 'n' blues, i Paramounts, fondata all'inizio del decennio nella cittadina inglese di Southend-on-Sea (Essex) e formata, oltre che da Brooker, dal chitarrista Robin Trower, dal batterista Barrie James Wilson e dal bassista Chris Copping: come molti altri complessi che si affacciano sulla scena beat britannica, esso riesce ad ottenere un contratto con la EMI, e ad incidere il suo primo 45 giri nel 1963.
Nei tre anni successivi il gruppo pubblicherà sei singoli, di cui soltanto uno, Poison Ivy, cover di un classico dei Coasters, entrerà nelle classifiche britanniche a dicembre del 1963.
Nel 1966 il complesso dei Paramounts accompagna in tour Chris Andrews e Sandie Shaw: alla fine dello stesso anno però, sia per lo scarso successo dei dischi 45 giri, sia per il desiderio di sperimentare strade nuove, Brooker decide di sciogliere il gruppo.

### La nascita dei Procol Harum:A Whiter Shade of Pale
All'inizio del 1967 Brooker incontra il paroliere Keith Reid (che diventerà l'autore di tutti i testi del complesso e sarà considerato sesto membro effettivo della band al punto da essere inserito nella formazione del quintetto nelle copertine degli LP), che scrive il testo per una melodia composta dal tastierista: l'idea di Brooker, nell'arrangiamento della canzone, è quella di inserire un'introduzione strumentale (ripresa poi tra una strofa e l'altra) ottenuta sovrapponendo il basso del secondo movimento della Suite per orchestra n. 3 di Johann Sebastian Bach BWV 1068 (conosciuta anche come Aria sulla quarta corda) con una melodia presa da un'altra opera del compositore tedesco (BWV 645, il Corale in Mi bemolle maggiore Wachet auf, ruft uns die Stimme). Il tutto viene esaltato dall'organo Hammond abbinato al Leslie.
Ottenuto tramite il produttore Denny Cordell un contratto con una piccola casa discografica, la Regal Zonophone Records (distribuita dalla Decca Records), Brooker sceglie di chiamare la sua band "Procol Harum". Questo deriva dalla storpiatura di Procul Harum, nome della linea di pedigree del gatto di un amico di Cordell; l'origine delle parole procul harum è oscura, e la diffusa opinione secondo cui in latino significherebbero qualcosa come "lontano da queste [cose]" è in contrasto con la corretta espressione latina procul hīs. 
Il tastierista quindi registra la canzone con alcuni turnisti (taluni contattati tramite un annuncio su una rivista musicale britannica, tra cui l'organista Matthew Fisher) e la intitola A Whiter Shade of Pale. In pochi giorni il disco arriva in testa alle classifiche britanniche, e negli Stati Uniti d'America il disco raggiunge il quinto posto della classifica.
La versione originale della canzone presenta due strofe in più, tagliate durante la registrazione per contenere la durata del brano entro i quattro minuti (durata media del lato di un 45 giri), ma recuperate da Brooker durante le esibizioni dal vivo. Sin dalle prime apparizioni alla batteria vi è il turnista Bobby Harrison, che non è il batterista che ha suonato durante la registrazione della canzone: costui, Bill Eyden, è un batterista jazz già affermato che era stato chiamato appositamente da Denny Cordell per la registrazione e che continuerà in seguito la sua attività di jazzista (nella versione stereo della canzone pubblicata solo nel 1997 in un'antologia viene recuperata una registrazione dove invece, alla batteria, vi è Harrison).
In Italia uno dei primi ad ascoltare il brano è Mogol, che all'epoca lavora presso la Dischi Ricordi e che scrive un testo in italiano (completamente diverso e assai distante nel significato dall'originale di Reid) per i Dik Dik con il titolo Senza luce: il disco viene pubblicato il 20 agosto 1967 e va subito al primo posto in classifica, restandovi complessivamente per diciassette settimane.
Anche la versione originale dei Procol Harum (in Italia pubblicata dopo quella dei Dik Dik) raggiungerà il primo posto nella classifica italiana (rimanendovi dal 18 ottobre al 6 dicembre), restando complessivamente ventun settimane in hit parade, caso quasi unico per una canzone di cui era già uscita la cover.
Le vendite in Italia saranno così elevate che Gary Brooker invierà una lettera ai Dik Dik ringraziandoli per le royalties pervenutegli attraverso la Siae.

### Il successo
Dopo il fulmineo successo di A Whiter Shade of Pale, il complesso dei Procol Harum dopo l'estate incide un altro 45 giri che ottiene altrettanto successo, Homburg: anche questo brano viene inciso in italiano (con il titolo L'ora dell'amore e il testo scritto da Daniele Pace), stavolta dai Camaleonti, e arriva al primo posto in classifica (dal 26 gennaio al 2 febbraio 1968), restandovi complessivamente per undici settimane; la versione dei Procol Harum vi rimane invece per otto settimane, non andando oltre il settimo posto. Sempre col testo di Pace la canzone viene incisa, sempre nel 1967, anche da Ricky Gianco.
Il quintetto inizia quindi le registrazioni dell'album, ma sia Ray Royer sia Bobby Harrison dopo pochi giorni abbandonano il gruppo (in seguito i due formeranno un nuovo ensemble, The Freedom): Brooker decide quindi di contattare due suoi vecchi amici ex Paramounts, il chitarrista Robin Trower e il batterista Barrie James Wilson (che ha appena rifiutato un'offerta di Jimmy Page e Robert Plant per essere il batterista originale dei Led Zeppelin in via di formazione i quali, a causa di ciò, ripiegano poi su John Bonham) ed è questa formazione che pubblica a dicembre del 1967 l'album Procol Harum, che non contiene i quattro brani pubblicati su 45 giri (solo l'edizione americana includerà A Whiter Shade of Pale, mentre la versione della canzone sul retro di Homburg, Good Captain Clack, è in una registrazione differente).
Il disco è scritto interamente da Brooker e Reid, tranne Repent Walpurgis, un brano strumentale eseguito interamente con pianoforte e organo e firmato dal tastierista Matthew Fisher e che verrà pubblicato anche su 45 giri sei anni dopo; la formazione dell'album rimarrà stabile per tre anni.
Nel marzo del 1968, visto il successo ottenuto nella penisola, il quintetto incide in italiano Il tuo diamante, cover di Shine on Brightly con testo ancora una volta di Mogol, brano che entra in classifica e vi rimane per sette settimane, non superando però il diciannovesimo posto; tiene inoltre una serie di concerti in alcuni templi della musica di quel tempo tra cui il Piper Club di Roma, a Viareggio, a Napoli, a Milano e a Torino, e anche la Rai dedica al complesso uno speciale di mezz'ora, trasmesso dal primo canale.
La versione originale di Shine on Brightly è contenuta nel secondo album del gruppo, pubblicato qualche mese dopo, e con lo stesso titolo: il disco non viene pubblicato in Italia fino al 1971, e per qualche tempo i fan italiani conosceranno solo la versione tradotta di questa canzone (che viene inserita nella stampa italiana del primo album); il disco LP è comunque molto curato, e comprende anche una suite, In Held Twas in I, composta da 5 movimenti.
Il quintetto dei Procol Harum ottiene notevole fama l'anno successivo con la canzone A Salty Dog, adottata in Italia come sigla per il programma della RAI Avventura e contenuta nel disco omonimo: anche quest'album, come i precedenti, è un successo nella loro patria e negli Stati Uniti d'America, ma alla fine dell'anno sia Fisher sia Knights lasciano la formazione, sostituiti da un altro ex-Paramounts, il bassista Chris Copping, e il complesso dei Procol Harum inizia il nuovo decennio in formazione a quattro.
Con l'avvento dell'ondata del rock progressivo britannico (Genesis, Yes, King Crimson, Emerson, Lake & Palmer tra i più noti), il neo quartetto con Home e Broken Barricades (che contiene una canzone dedicata a Jimi Hendrix, Song for a Dreamer) non riesce a ripetere in patria il successo dei dischi precedenti (che invece negli USA continuano a vendere bene), e pian piano affievolisce il proprio impatto commerciale sebbene rimanga tra i "maestri" del genere.
Dopo Broken Barricades anche Trower (che entrerà poi nei Jude) abbandona i Procol Harum, e i reduci decidono di ritornare a una formazione a cinque con l'ingresso di Alan Cartwright (bassista proveniente dagli Everly Wich Way) e Dave Ball (ex chitarrista dei Big Bertha), e nel mese di novembre 1971 registrano un album dal vivo inciso in Canada e pubblicato l'anno successivo, Procol Harum Live with the Edmonton Symphony Orchestra, che li riporta al successo anche in Gran Bretagna, dove rientra anche nella classifica dei dischi 45 giri con una versione di Conquistador tratta dal disco dal vivo e con una ristampa di A Whiter Shade of Pale (abbinata con A Salty Dog).
Nel 1973, durante le registrazioni di Grand Hotel, Dave Ball viene sostituito da Mick Grabham (proveniente dai Cochise), che completa il disco, uno dei migliori del gruppo, con la bella A Rum Tale che nel 1998 verrà tradotta e incisa in italiano con il titolo Storia di una bottiglia da Mimmo Locasciulli.
L'album del 1974, Exotic Birds and Fruit, delude i fans di vecchia data per le sue sonorità vicine all'hard rock, mentre il complesso torna in classifica l'anno successivo con il 45 giri Pandora's Box, tratto dall'album Procol's Ninth.

### Il declino ed il ritorno sulle scene
Gli album Rock Roots (in realtà solo una compilation, sebbene importante per alcuni inediti) e Something Magic (registrato svogliatamente negli USA più che altro per adempiere ad un ultimo vincolo contrattuale) passarono inosservati: nel Regno Unito nacque il punk britannico ed il tipo di sonorità dei Procol Harum era indissolubilmente legato al passato.
Nel 1977 il quintetto cessò la sua attività senza suscitare grandi clamori e senza mai comunicare ufficialmente il proprio scioglimento, lasciando via libera alla carriera solista di Brooker, spesso come componente aggiunto dal vivo del gruppo di Eric Clapton, suo vecchio amico e vicino di casa nel Surrey (Brooker è presente nel doppio album dal vivo Just One Night (1980) e nell'album in studio Another Ticket (1981). Di Brooker vanno altresì segnalate le numerose altre partecipazioni sporadiche tra le quali quella come cantante nella canzone Limelight degli Alan Parsons Project (contenuta nell'album del 1985 Stereotomy) oltre a varie collaborazioni in studio con George Harrison (con il quale nel 1969/70 aveva già lavorato nelle registrazioni di All Things Must Pass). Harrison e Clapton, insieme ad una schiera di altri illustri musicisti rock (tra i quali Phil Collins, Chris Stainton e Mel Collins) furono presenti nel secondo album solista di Brooker Lead Me to the Water del 1981.
Il giorno 8 ottobre 1990, dopo tre anni di coma, morì a Corvalis, nell'Oregon, il batterista e membro fondatore del gruppo B.J. Wilson; in seguito a tale triste evento gli altri membri fondatori della band decisero di tornare a registrare un nuovo album, The Prodigal Stranger, che di fatto segna il ritorno del complesso dei Procol Harum sulle scene, senza però sortire particolari effetti a livello di pubblico. Nel 1995 venne pubblicato il disco The Long Goodbye, con brani del complesso rielaborati con l'accompagnamento dell'orchestra. Nel 2003 uscì l'album in studio The Well's on Fire.
Il 29 novembre 2007 la band si esibì al Palasport di Torino, insieme ai New Trolls, e l'esibizione venne registrata in previsione di un nuovo album dal vivo.
Il quattordicesimo album venne pubblicato a distanza di quattordici anni dal precedente lavoro. L'album, pubblicato il 21 aprile 2017, si intitola Novum. Per la prima volta dal 1967 l'autore dei testi dei brani non è Keith Reid ma Pete Brown, una vecchia conoscenza del mondo musicale britannico ed amico di Gary Brooker.

### La causa legale perA Whiter Shade of Pale
Il 31 maggio 2005 Matthew Fisher ricorre al tribunale per essere riconosciuto quale coautore della musica di A Whiter Shade of Pale. L'organista aveva da sempre rivendicato di essere l'autore della introduzione eseguita all'organo Hammond e a cui in buona parte si deve l'enorme successo di questo classico della musica pop. La prima sentenza del dicembre 2006 gli dà ragione: il giudice Blackburn (tra l'altro assai competente in materia in quanto egli stesso musicista uscito dalla Royal Academy of Music) stabilisce infatti, sulla base delle argomentazioni e della dimostrazione che lo stesso organista diede in sede di udienza, che Matthew Fisher sia accreditato quale coautore delle musiche e possa percepire il 40% del diritto d'autore a partire dal 2005. La sentenza getta lo scompiglio fra gli addetti ai lavori in quanto si teme che sull'esempio di Matthew Fisher numerosi musicisti che in sede di registrazione dettero un apporto significativo agli arrangiamenti di brani di successo possano rivendicare lo status di coautori pretendendo di conseguenza di aver diritto ad una parte delle royalties percepite e future. Gary Brooker ed Onward Music Limited ricorrono in appello ed ottengono, con la sentenza dell'aprile 2008, una rettifica parziale che permette loro di salvaguardare perlomeno l'aspetto economico della questione: il giudice riconosce e conferma il diritto di Matthew Fisher di apparire come coautore delle musiche ma nega allo stesso ogni rivendicazione economica a causa dell'eccessivo lasso di tempo intercorso tra la composizione del brano, risalente al 1967, ed il momento in cui l'organista ha rivendicato i propri diritti. Lo stesso Matthew Fisher si è però appellato alla House of Lords la quale, con sentenza emessa il 30 luglio 2009, ha definitivamente stabilito che Matthew Fisher ha diritto al 40% delle royalties derivate dagli introiti di A Whiter Shade of Pale. Quest'ultima sentenza ripristina gli effetti di quella di primo grado: Fisher può incassare la propria percentuale solo a partire dai diritti d'autore maturati dopo il maggio 2005, pertanto Gary Brooker non è tenuto a rifondere a Fisher una percentuale di quanto da lui incassato dal 1967 ad allora.

## Formazioni
Formazione attuale
- Gary Brooker – voce, pianoforte, composizione (1967–1977, 1991–2022)
- Geoff Whitehorn – chitarra (1991–presente)
- Matt Pegg – basso, voce (1993–presente)
- Josh Phillips – organo, sintetizzatori, voce (1993, 2004–presente)
- Geoff Dunn – batteria (2006–presente)

Membri di formazioni precedenti
- Keith Reid – testi (1967–1977, 1991–2012)
- Matthew Fisher – organo, voce (1967–1969, 1991–2004)
- Dave Knights – basso (1967–1969)
- Ray Royer – chitarra (1967)
- Bobby Harrison – batteria (1967)
- B. J. Wilson – batteria, percussioni (1967–1977)
- Robin Trower – chitarra, voce (1967–1971, 1991)
- Chris Copping – organo, basso (1969–1977)
- Dave Ball – chitarra (1971–1972)
- Mick Grabham – chitarra (1972–1977)
- Pete Solley – organo (1974-1977)
- Tim Renwick – chitarra (1977, 1991)
- Dee Murray – basso (1977)
- Dave Bronze – basso (1991–1993)
- Mark Brzezicki – batteria (1991–1992, 2000-2006)
- Jerry Stevenson – chitarra, mandolino (1991)
- Don Snow – organo (1992)
- Laurence Cottle - basso (1993)
- Ian Wallace – batteria (1993)
- Graham Broad – batteria (1995, 1997)
- Henry Spinetti – batteria (1996)
- Dave Colquhoun - chitarra (2014)

Cronologia della formazione

## Discografia

### Album in studio
- 1967 - Procol Harum (Regal Zonophone Records nel Regno Unito e Deram Records negli Stati Uniti d'America)
- 1968 - Shine on Brightly (Regal Zonophone Records nel Regno Unito e A&M negli Stati Uniti d'America)
- 1969 - A Salty Dog (Regal Zonophone Records / A&M)
- 1970 - Home (Regal Zonophone Records / A&M)
- 1971 - Broken Barricades (Island Records nel Regno Unito e Chrysalis negli Stati Uniti d'America)
- 1973 - Grand Hotel (Chrysalis)
- 1974 - Exotic Birds and Fruit (Chrysalis)
- 1975 - Procol's Ninth (Chrysalis)
- 1976 - Rock roots (Cube Records)
- 1977 - Something Magic (Chrysalis)
- 1991 - The Prodigal Stranger (Sony BMG)
- 1995 - The Long Goodbye (Eagle Records)
- 2003 - The Well's on Fire (Eagle Records)
- 2007 - Secrets of the Hive (Eagle Records) (Compilation)
- 2017 - Novum (Eagle Records)

### Dal vivo
- 1972 - Procol Harum Live with the Edmonton Symphony Orchestra (Island / Chrysalis)
- 1992 - One More Time (Gazza)
- 2001 - Procol Harum Live in Copenhagen (Classic Pictures)
- 2004 - Live at the Union Chapel (Eagle Records)
- 2006 - With the Danish National Concert Orchestra and Choir (Eagle Records)
- 2008 - One Eye to the Future (Gazza)
- 2010 - Spirit of Nøkken (Gazza)
- 2012 - MMX (Gazza)
- 2014 - Some Long Road (Gazza)

### Singoli
- 1967 - A Whiter Shade of Pale/Lime Street Blues (Deram, DM 126)
- 1967 - Homburg/Good Captain Clack (IL, NIL 9002)
- 1968 - Il tuo diamante/Fortuna (IL, NIL 9005)
- 1968 - Quite Rightly So/In the Wee Small Hours of Sixpence (IL, NIL 9013
- 1969 - A Salty Dog/Long Gone Geek (IL, NIL 9017)
- 1972 - A Whiter Shade of Pale/A Salty Dog (Cube Records, 2016 013)
- 1974 - Repent Valpurgis/Kaleidoscope (Cube Records, 2016 078)
- 1977 - A Whiter Shade of Pale/Homburg (Cube Records, 2016 094)

## Riconoscimenti
- L'asteroide 14024 Procol Harum è stato battezzato così in loro onore.